# José Santos Zelaya
José Santos Zelaya López (Managua, Nicaragua, 1 de novembre de 1853 - Nova York, Estats Units, 17 de maig de 1919). Polític de Nicaragua, va ser President del país de 1893 a 1909.
Era membre del Partit Liberal vinculat amb la política progressista encara que no exempt d'ambicions personals. Va realitzar importants reformes públiques en el camp de l'educació i les infraestructures, i se li reconeix com el constructor de l'Estat nicaragüenc actual.

## La Revolució Liberal de 1893
El dia 11 de juliol de 1893, a la ciutat de León, es revolta recolzat per Anastacio Ortiz. Es desconeix la junta de govern de Joaquín Zavala Solís i es forma una altra integrada pel General José Santos Zelaya López, Francisco Baca, Anastasio Ortiz] i Pedro Balladares. Entren a la capital Managua derrotant els exèrcits conservadors el 25 de juliol en la Costa del Plom (a l'oest de la ciutat) i entrant a aquesta aquest mateix dia pel Carrer del Triomf encara existent.

## El seu govern
En 1894 va prendre per la força la Costa dels Mosquits, una disputada regió sota protectorat britànic. La llunyania del territori va permetre que el Regne Unit, no volent embarcar-se en una aventura colonial tan llunyana i de tan poc valor, reconegués la sobirania nicaragüenc.
En 1902 va ser reelegit President. La possibilitat de construir un canal a través de l'istme de Centreamèrica era una qüestió controvertida des de temps enrere. Quan Estats Units va decidir fer-ho en territori panameny, Zelaya va intentar arribar a un acord amb Alemanya i Japó perquè construïssin el projecte a Nicaragua.
La seva gestió governamental va provocar gran desenvolupament al país de Nicaragua. Va modernitzar a l'Estat introduint modernes lleis, va crear noves institucions, va promulgar codis, reglaments, va introduir el Habeas corpus. El General Zelaya va convertir a Nicaragua en la més pròspera i rica nació de Centreamèrica. Va instaurar l'educació gratuïta i obligatòria, va construir escoles, va portar de correus, vapors, el ferrocarril, telègrafs, carreteres, entre molts avanços més.
Era partidari de la creació d'uns Estats Units d'Amèrica Central, la qual cosa el va portar a fer costat a altres partits liberals de diferents països centreamericans que poguessin defensar el mateix projecte, i a promoure diverses conferències unionistes centreamericans, especialment els cims presidencials celebrats en Corinto i el Pacte de Corinto.
L'administració de Zelaya va mantenir tibants relacions i desacords amb els Estats Units, la qual cosa va portar a aquest a donar ajuda als opositors conservadors de Zelaya a Nicaragua. En 1907, vaixells de guerra nord-americanes van ocupar diversos ports de Nicaragua. La situació arribo al punt d'existir un conflicte intern entre els liberals nicaragüencs d'una banda, i els conservadors i Estats Units per un altre (que els finançava). En 1909 alguns mercenaris nord-americans van ser capturats i executats pel govern de Zelaya, la qual cosa va servir perquè Estats Units considerés l'acció com una provocació per la guerra, i derrocament il·legal de Zelaya per mitjà de la Nota Knox, del secretari d'Estat dels Estats Units, Philander Chase Knox.

## El seu derrocament i mort
A principis de desembre, infants de marina nord-americanes van ocupar diversos punts de la costa del Carib nicaragüenc. El 17 de desembre de 1909 Zelaya es va veure obligat a dimitir, exiliant-se en Mèxic per acabar en Nova York, on va morir anys després. A Nicaragua es va establir un govern favorable als Estats Units sota la presidència de José Madriz Rodríguez. Mentrestant, els militars nord-americans van romandre il·legalment i repressivament al país fins a 1933, 
La seva efígie apareix en els bitllets de 20 Córdobas des de 1997 fins avui dia, quan era president Arnoldo Alemán liberal igual que Zelaya.